# Erigeron paolii
Erigeron paolii là một loài thực vật có hoa trong họ Cúc. Loài này được Gamisans mô tả khoa học đầu tiên năm 1977.